# جون فارمر (الابن)
جون فارمر الابن (بالإنجليزية: John Farmer Jr)‏(ولد في 24 يونيو 1957) محام أميركي سياسي وحقوقي. هو مستشار خاص لرئيس جامعة روتجرز، [1] وكان عميد كلية روتجرز للقانون، في مدينة نيوآرك. شغل منصب القائم بأعمال محافظ ولاية نيو جيرسي لمدة 90 دقيقة في 8 كانون الثاني 2002، بحكم صفته النائب العام لولاية نيو جيرسي.

## الحياة المهنية
ولد في جيرسي سيتي بولاية نيو جيرسي، في عام 1957. ودرس في جامعة جورج تاون حصوله على الشهادة البكالوريوس في عام 1979، وعلى درجة دكتوراه في القانون في عام 1986. بعد تخرجه عمل كاتبا لرئيس محكمة العدل العليا في نيو جيرسي ألن هاندلر. من عام 1988 حتى عام 1990، إنتسب إلى شركة مكتب محاماة (Riker Danzig Scherer Hyland & Perretti LLP) في موريستاون. ومن 1990-1994 كان مساعد وزارة العدل الأمريكية لمقاطعة نيو جيرسي

## إدارةويتمان
في عام 1997، عينت الحاكم كريستين تود ويتمان فارمر مستشارا رئيسيا، بعد أن شغل منصب نائب الرئيس المستشار والمستشار المساعد للمحافظ. [2]
رشح فارمر لأن يكون النائب العام لولاية نيو جيرسي في 15 مارس، 1999، وأدى اليمين الدستورية في يونيو التالي بعد أن تأكيد الإجماع من قبل المجلس التشريعي لولاية نيو جيرسي الجديد. ثم خدم تحت قيادة دونالد دي فرانشيسكو بعد استقالة ويتمان.

## محافظ لنيو جيرسي
في نهاية فترة الحاكم دي فرانشيسكو، بقي منصب الحاكم شاغرا مما ادي إلى شغوره من طره حتى انتخاب مجلس تشريعي جديد وحاكم جديد، وادي اليمين الدستورية
==مؤلفاته==.
عين فارمر، عضو في لجنة تقصي الحقائق في هجمات 11/09 ثم كتب كتاب بعنوان: [3] القصة المسكوت عنها من أمريكا تتعرض للهجوم في 9/11، وصدر قبل أيام من الذكرى الثامنة لهجمات 11/9. وكتاب «لجنة تقصي الحقائق الأرضية،» كتب فارمر البيان المثير للجدل التالية: «في بعض مستوى من الحكومة»، ويقول المحقق فارمر، «في مرحلة ما من الوقت، اتخذ قرار بعدم قول الحقيقة حول الاستجابة الوطنية للهجمات في صباح يوم 11/9. نحن علينا أن نقول الحقيقة لأسر ضحايا 11/09. نحن مدينون للجمهور الأمريكي أيضا، لأنه فقط من خلال فهم ما حدث من أخطاء في الماضي يمكن أن نؤكد سلامة أمتنا في المستقبل.»[4]
في 21 يناير 2010، ظهر على برنامج تقرير كولبير.
في يوليو 2011 تم تعيينه عضو في لجنة إعادة تقسيم للكونغرس ولاية نيو جيرسي من قبل الأعضاء الديمقراطيين والجمهوريين على حد سواء
في 11 نيسان 2013، تم تعيينه في منصب نائب الرئيس الأول والمستشار العام للجامعة روتجرز.